# Club Ciclista Lloret
El Club Ciclista Lloret, también conocido como CC LLoret, es una asociación deportiva española con sede en el municipio de Lloret de Vista Alegre (Mallorca, Islas Baleares). La entidad fue fundada en 1989 con el objetivo de promover la práctica deportiva, en especial en ciclismo, en la mencionada localidad.
Durante los años posteriores a su creación, la actividad de la entidad se centró esencialmente en la promoción local del ciclismo y cicloturismo entre los habitantes de la localidad. Sin embargo, a partir del año 2000, el Club Ciclista Lloret inició una nueva etapa con la organización de eventos deportivos autonómicos como fue el Memorial José Nicolau, en homenaje al ciclista José Nicolau, o el Ciclocròs Centre de l'Illa.
En la década del 2010, el club creó dos nuevas secciones deportivas en triatlón y montaña. Paralelamente nació un nuevo programa de competición de categoría base y amateur consiguiendo destacados resultados en el ámbito autónomico. Actualmente la entidad cuenta con medio centenar de socios y se encuentra adscrita a la Federación de Ciclismo de las Islas Baleares, la Federación de Triatlón de las Islas Baleares y la Federación de Montaña y Escalada de las Islas Baleares.